# Ophichthus alleni
Ophichthus alleni är en fiskart som beskrevs av Mccosker 2010. Ophichthus alleni ingår i släktet Ophichthus och familjen Ophichthidae. Inga underarter finns listade i Catalogue of Life.